# Bodrogolaszi
Bodrogolaszi est un village et une commune du comitat de Borsod-Abaúj-Zemplén en Hongrie.

## Personnages célèbres
- Naissance le 24 août 1863, au château de Bodrogolaszi, du comte Elemér Lónyay de Nagy-Lónya et Vásáros-Namény, second époux de la princesse Stéphanie de Belgique, veuve en premières noces de l'archiduc Rodolphe d'Autriche.

## Édifices et lieux d'intérêt
- Le château, qui abrite aujourd'hui une antenne locale de la Communauté du Chemin Neuf.

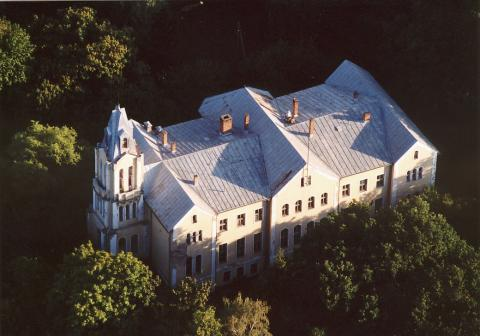
château de Bodrogolaszi